# Rudolfa
Rudolfa je žensko osebno ime.

## Izvor imena
Ime Rudolfa je ženska oblika moškega osaebnega imena Rudolf.

## Pogostost imena
Po podatkih Statističnega urada Republike Slovenije je bilo na dan 31. decembra 2007 v Sloveniji število ženskih oseb z imenom Rudolfa: 11.

## Osebni praznik
Osebe z imenom Rudolfa lahko praznujejo god takrat kot osebe z imenom Rudolf.